# Bělojarská jaderná elektrárna
Bělojarská jaderná elektrárna (rusky Белоярская атомная электростанция им. И. В. Курчатова) byla třetí ze sovětských jaderných elektráren. Leží u města Zarečnyj ve Sverdlovské oblasti v Rusku. Městečko Zarečnyj bylo vytvořeno pro obsluhu elektrárny, která je pojmenována po bělojarském okrese. Nejbližší velké město je Jekatěrinburg, který je vzdálený asi 45 km. K chlazení elektrárny vznikla nádrž Bělojarsk.

## Historie a technické informace

### Počátky
Historie elektrárny se začala psát 9. června 1954, kdy tehdejší Ministerstvo elektráren SSSR schválilo návrh na výstavbu tepelné elektrárny 50 kilometrů východně od Jekatěrinburgu ve Sverdlovské oblasti, poblíž budoucího města Zarečnyj. V červenci 1955 bylo toto rozhodnutí ještě jednou potvrzeno a následně bylo pro výstavbu přiděleno 2653 hektarů půdy z lesního fondu. V roce 1957 padlo rozhodnutí změnit projekt na jadernou elektrárnu. Technický návrh byl vypracován Teploelektroprojektem v tehdejším Leningradě, který byl 15. července 1957 schválen Ministerstvem elektráren. Projektovaný výkon elektrárny byl 400 MW. V roce 1958 byla řeka Pyšma zablokována přehradou. 

### Bloky 1 a 2
Výstavba prvního bloku započala 1. července 1958. Jedná se o varný grafitový reaktor AMB-100. Tento typ reaktoru je přímý předchůdce reaktorů RBMK. Jeho hrubý výkon byl 108 MW. Do sítě byl připojen 26. dubna 1964 a do komerčního provozu přešel ve stejný den. Druhý blok AMB-200 o hrubém výkonu 160 MW se začal stavět 1. ledna 1962. Jedná se o stejný typ reaktoru, pouze větší. Do sítě byl připojen 29. prosince 1967 a do komerčního provozu přešel 1. prosince 1969. První blok byl navždy odstaven 1. ledna 1983, kdy dosáhl konce své životnosti a druhý blok 1. ledna 1990, protože jej již nebylo technicky možné nadále modernizovat, aby splňoval moderní standardy.

### Bloky 3 až 6

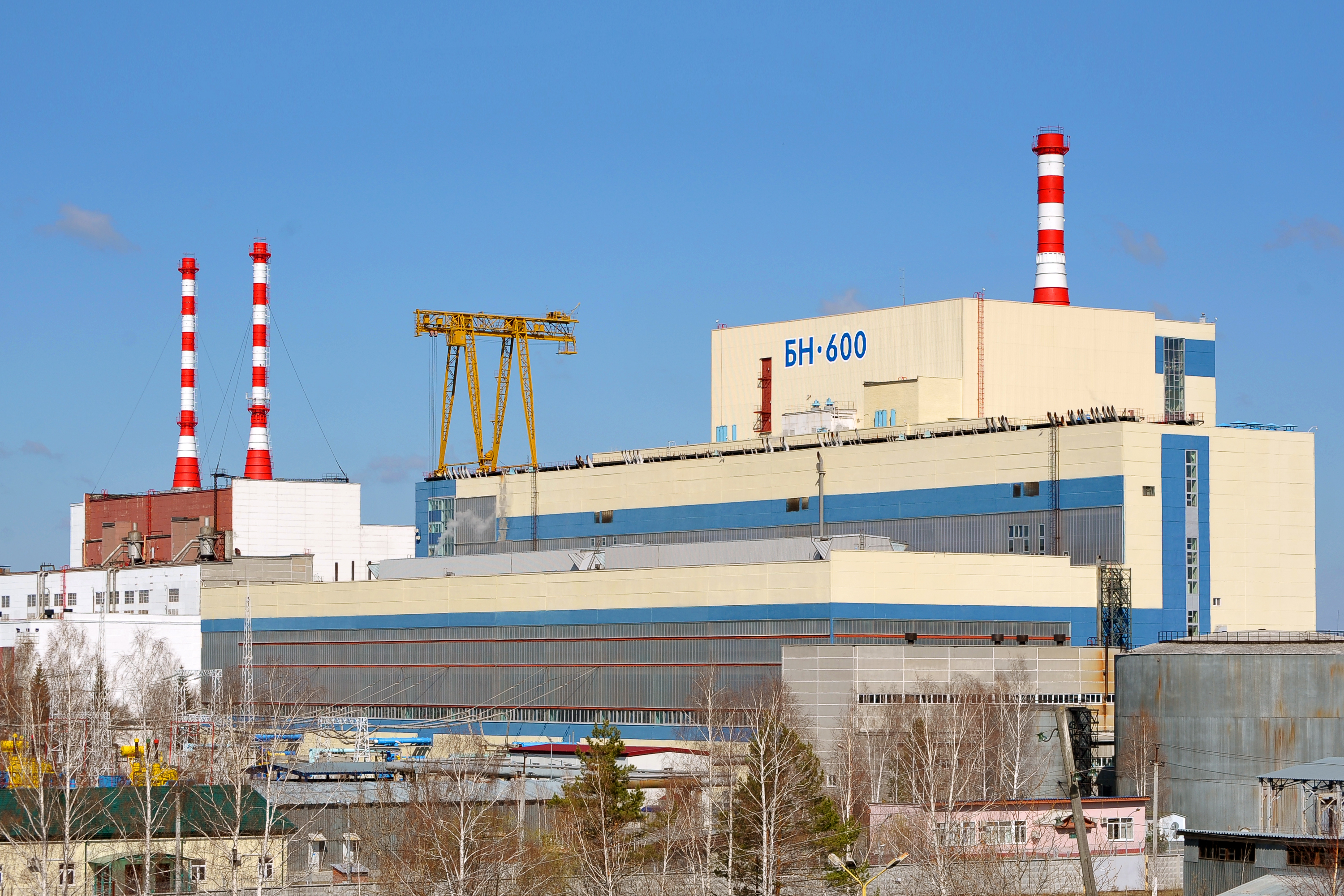
BN-600 (vpravo) a bloky AMB (vlevo)

Výstavba třetího bloku započala 1. ledna 1969. Jedná se o množivý typ reaktoru s označením BN-600. Jeho hrubý výkon dosahuje 600 MW. Do sítě byl připojen 8. dubna 1980 a do komerčního provozu přešel 1. listopadu 1981. V roce 2023 se počítá s jeho provozem až 60 let. Výstavba čtvrtého bloku započala již v roce 1987. Jeho výstavba však byla zastavena v roce 1991 před rozpadem Sovětského svazu. V roce 1992 vytvořilo Rusko program výstavby jaderných elektráren, který stanovil, že reaktor Bělojarsk-4 by měl být dokončen po roce 2000 společně s identickými bloky v Jihouralské jaderné elektrárně, což se nestalo, protože země si v 90. letech prošla ekonomickými problémy, které obnovení výstavby neumožnily. V roce 1998 bylo vydáno nové povolení k výstavbě a její obnovení se podařilo až 18. července 2006. Blok byl poprvé připojen k síti 10. prosince 2015 po značných technických problémech a dovybavení reaktoru. Do komerčního provozu blok přešel 31. října 2016.
Pátý a šestý blok se začaly plánovat již v roce 1998, ačkoliv byl plán zpočátku konkretizován pouze na pátý blok. Zpočátku se pro pátý blok uvažovalo s reaktorem BREST-300 o výkonu 300 MW a pro šestý blok BREST-1200. Později však plány zanikly a v roce 2001 byly odstraněny z programu výstavy jaderných elektráren. Pátý blok se znovu objevil v plánech až v roce 2007, tehdy již jako BN-1800. Počítalo se, že provoz zahájí již v roce 2020. 26. června 2012 byla však schválena výstavba menšího reaktoru BN-1200M jako budoucí náhrada za BN-600. Později v roce 2012 byl schválen i blok 6, ale prozatím bez konkrétního typu reaktoru, uvažuje se však o reaktorech BN-1200M nebo BN-1600.

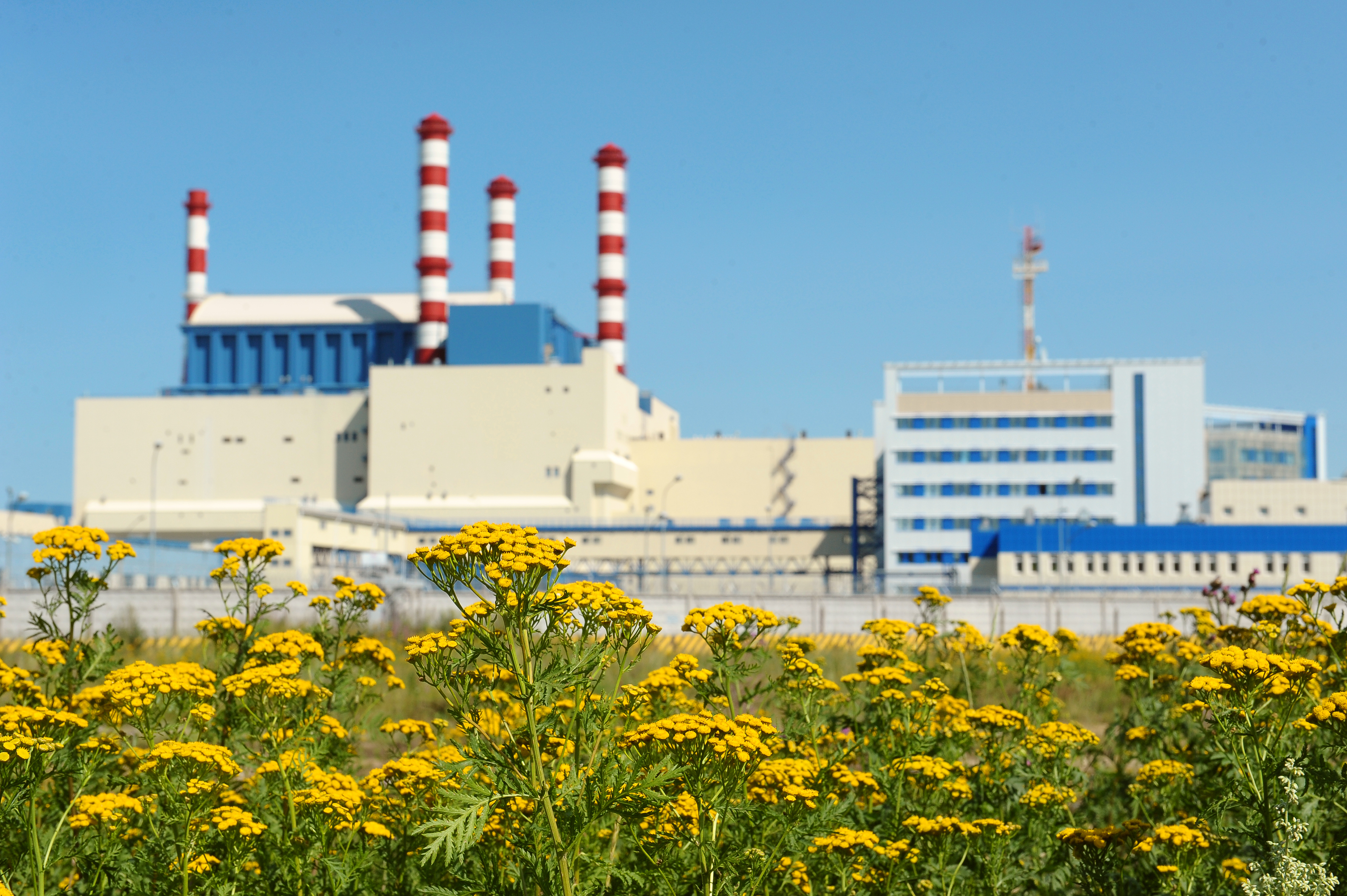
BN-800

V září 2022 dosáhl reaktor 4. bloku poprvé plného výkonu pouze s palivem MOX v aktivní zóně.
V srpnu 2024 vláda Ruska oznámila, že v rámci nového programu výstavby jaderných elektráren se plánuje uvést pátý blok do provozu v roce 2034. Plány však zahrnují pouze blok 5 a blok 6 se tím pádem pravděpodobně prozatím odstranil z plánování.
Instalovaný výkon pro rok 2018 činil 1,485 GW, což je asi 16% výroby elektřiny ve Sverdlovské oblasti. Výroba elektřiny v roce 2018 činila 8,8 miliardy kWh..

## Informace o reaktorech
| Reaktor     | Typ reaktoru     | Výkon   | Výkon   | Zahájení výstavby | Připojení k síti | Uvedení do provozu | Uzavření   |
| Reaktor     | Typ reaktoru     | Čistý   | Hrubý   | Zahájení výstavby | Připojení k síti | Uvedení do provozu | Uzavření   |
| ----------- | ---------------- | ------- | ------- | ----------------- | ---------------- | ------------------ | ---------- |
| Bělojarsk-1 | АМB-100          | 102 МW  | 108 МW  | 1. 6. 1958        | 26. 4. 1964      | 26. 4. 1964        | 1. 1. 1983 |
| Bělojarsk-2 | АМB-200          | 146 МW  | 160 МW  | 1. 1. 1962        | 29. 12. 1967     | 1. 12. 1969        | 1. 1. 1990 |
| Bělojarsk-3 | BN-600           | 560 МW  | 600 МW  | 1. 1. 1969        | 8. 4. 1980       | 1. 11. 1981        | 2040       |
| Bělojarsk-4 | BN-800           | 820 МW  | 885 МW  | 18. 7. 2006       | 10. 12. 2015     | 31. 10. 2016       |            |
| Bělojarsk-5 | BN-1200M         | 1170 МW | 1220 МW |                   | 2034             |                    |            |
| Bělojarsk-6 | BN-1200M/BN-1600 | -       | -       |                   |                  |                    |            |